# Биоорганическая химия
Биоорганическая химия — наука, которая изучает связь между строением органических веществ и их биологическими функциями. Объектами изучения являются биологически важные природные и синтетические соединения, такие как биополимеры, витамины, гормоны, антибиотики, феромоны, сигнальные вещества, биологически активные вещества растительного происхождения, а также синтетические регуляторы биологических процессов (лекарственные препараты, пестициды и др.).

## История
Как самостоятельная наука сформировалась во второй половине XX века на стыке биохимии и органической химии и связана с практическими задачами медицины, фармацевтики, сельского хозяйства, химической, пищевой и микробиологической промышленности.

## Методы
Основной арсенал составляют методы органической химии, для решения структурно-функциональных задач привлекаются разнообразные физические, физико-химические, математические и биологические методы.
Из физических методов наибольшее значение имеют:
- Кристаллохимия, позволяющая определять строение биоорганических соединений с использованием рентгеновской дифракции,
- Масс-спектрометрия, позволяющая определять вещество по набору масс фрагментов, образующихся при ионизации пробы вещества и их разделении в магнитном поле.
- Инфракрасная спектроскопия и ЯМР-сперктроскопия.
Из математических методов - квантовая химия и, в последнее время, используется метод расчета и анализа поверхности Хиршфельда.
Из физико-химических - хроматография, позволяющая разделить сложные смеси биомолекул.

## Объекты изучения
- Нуклеиновые кислоты
- Белки
- Пептиды
- Углеводы
- Липиды
- Биополимеры смешанного типа
- Витамины
- Гормоны
- Феромоны
- Антибиотики
- Природные сигнальные вещества
- Биологически активные вещества растительного происхождения
- Внутриклеточные регуляторы
- Синтетические регуляторы (лекарственные препараты, пестициды и т. п.).